# Gaius Marius minor

Veldtocht van Sulla tegen de populares (waaronder Gaius Marius minor).

Gaius Marius (minor) (109 v.Chr. - Praeneste, 82 v.Chr.) was een Romeins politicus van de late Romeinse Republiek en zoon van de Romeinse veldheer en zevenvoudig consul Gaius Marius en diens echtgenote Iulia Caesaris.
Gaius Marius werd als kind samen met Marcus Tullius Cicero en Titus Pomponius Atticus grootgebracht. Tijdens de Bellum sociorum deed hij onder zijn vader en Lucius Porcius Cato zijn krijgsdienst. Na de staatsgreep door Lucius Cornelius Sulla in 88 v.Chr. moest hij net als zijn vader uit Rome vluchten en kwam na enige omzwervingen aan in Africa. Toen de factie van de populares in 87 v.Chr. opnieuw de macht overnamen, keerde hij naar Rome  terug.
Tijdens de burgeroorlog tussen de populares en Sulla liet Marius  zich op slechts 26-jarige leeftijd tot consul verkiezen, zonder voordien een andere ambt van de cursus honorum te hebben bekleed. Hij trad de naar Rome optrekkende Sulla voor de stad tegemoet, werd echter bij Sacriportus verslagen en trok zich naar Praeneste terug, waar hij door Quintus Lucretius Ofella werd belegerd. Nadat ontzettingspogingen waren mislukt en toen na de slag bij de Porta Collina de zaak van de populares klaarblijkelijk was verloren, openden de verdedigers van Praeneste de poorten. Marius trachtte door een onderaardse gang uit de stad te vluchten, wat echter mislukte. Vermoedelijk stierf hij door zelfmoord te plegen. Sulla plaatste zijn afgehakte hoofd op de Rostra in Rome. Zijn jonge weduwe, Mucia Tertia, hertrouwde vervolgens met Gnaius Pompeius Magnus.

## Antieke bronnen
- Appianus, Bellum civile I 87-94.
- Plutarchus, Sulla 28, 29, 32, Marius 46.5.
- Velleius Paterculus, Historia Romana I 26-27.